# 캔디맨 3
《캔디맨 3》(영어: Candyman 3: Day of the Dead 혹은 영어: Candyman: Day of the Dead)은 미국에서 제작된 투리 마이어 감독의 1999년 초자연 공포 비디오 영화이다. 캔디맨 시리즈 세 번째 작품이며, 《캔디맨 2》(1995)의 속편이다. 토니 토드 등이 출연하였고, 앨 셉티언이 공동 각본을 쓰고 제작에 참여하였다.

## 출연
- 토니 토드
- 도나 데리코
- 닉 코리
- 어니 허드슨 주니어
- 웨이드 윌리엄스
- 로버트 오라일리
- 롬바도 보야
- 루페 온티베로스
- 리나 리펄
- 알렉시아 로빈슨

## 기타 제작진
- 공동 제작: 토니 토드
- 배역: 로빈 내시프, 마이클 그리어